# YOKOHAMA NAVYBLUE

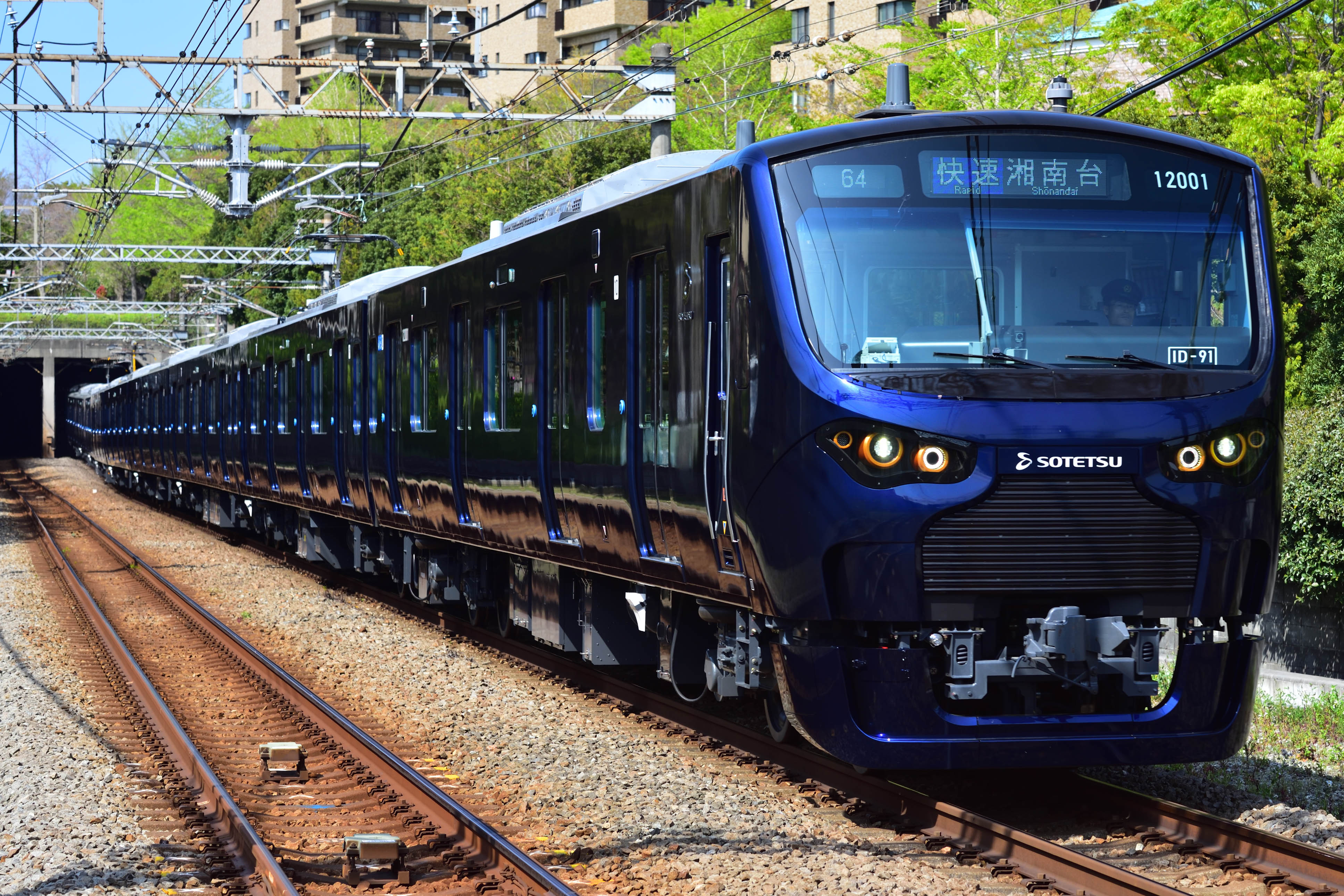
使用「YOKOHAMA NAVYBLUE」塗装的相鐵12000系電聯車

YOKOHAMA NAVYBLUE（横滨海军蓝，日语：、簡稱: YNB）是相模鐵道所有的列車車體塗裝的顏色。這亦顏色以象徵橫濱的大海的深藍色塗料為基礎，加上雲母時其看起來具有光澤感YOKOHAMA NAVYBLUE導入於2016年春季。這一塗料由大日本塗料開發。

## 外部連結
- 相鉄デザインブランドアッププロジェクト （页面存档备份，存于）（相鉄グループの公式ページ）